# 特里加瓦爾縣

特里加瓦爾縣是印度的一個縣，位於該國北部，由北阿坎德邦負責管轄，面積4,080平方公里，識字率為75.1%，2001年人口604,747，人口密度每平方公里148人。

## 外部連結
- 官方网站
- Complete Uttarakhand Information （页面存档备份，存于）